# Lijst van boroughs en census areas in Alaska
De Amerikaanse staat Alaska is niet verdeeld in county's, zoals 48 van de 50 andere staten (Louisiana is verdeeld in parishes) maar in 16 boroughs. De functie van de borough is te vergelijken met die van de county in de andere staten.
Er zijn echter gebieden die niet zijn ingedeeld bij een borough. Dat totale gebied wordt een unorganized borough genoemd. Het United States Census Bureau heeft, samen met de staat het unorganised borough verdeeld in 11 census areas (qua grootte en omvang ongeveer corresponderend met de kiesdistricten). De census areas hebben geen eigen publieke diensten, zoals politie en onderwijs. Deze worden door de staat verzorgd. Omdat de census areas geen eigen bestuur hebben, hebben ze ook geen hoofdstad.
In Anchorage, Juneau, Sitka en Yakutat valt het gebied van de gemeente samen met die van de borough.

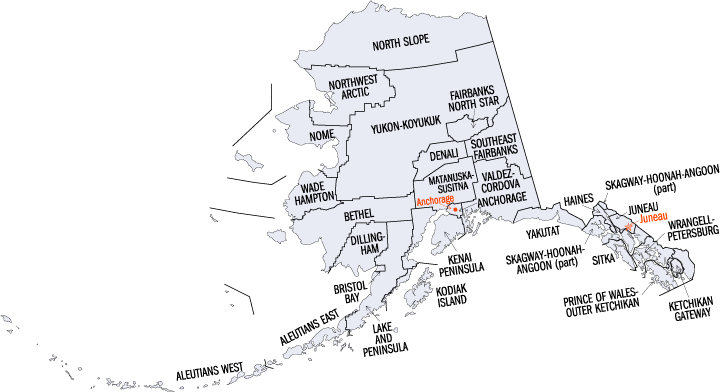
Kaart van Alaska met boroughs en census areas

Kaart van de census area's van Alaska

| Borough                      | Inwoners 1 juli 2007 | Hoofdplaats | Inwoners 1 juli 2007 |
| ---------------------------- | -------------------- | ----------- | -------------------- |
| Aleutians East Borough       | 2666                 | Sand Point  | 893                  |
| Anchorage Municipality       | 279.671              | Anchorage   | 279.671              |
| Bristol Bay Borough          | 996                  | Naknek      | ---                  |
| Denali Borough               | 1838                 | Healy       | ---                  |
| Fairbanks North Star Borough | 97.484               | Fairbanks   | 34.540               |
| Haines Borough               | 2285                 | Haines      | ---                  |
| Juneau City and Borough      | 30.690               | Juneau      | 30.690               |
| Kenai Peninsula Borough      | 53.097               | Soldotna    | 4289                 |
| Ketchikan Gateway Borough    | 13.227               | Ketchikan   | 7368                 |
| Kodiak Island Borough        | 12.997               | Kodiak      | 6182                 |
| Lake and Peninsula Borough   | 1538                 | King Salmon | ---                  |
| Matanuska-Susitna Borough    | 82.669               | Palmer      | 7804                 |
| North Slope Borough          | 6561                 | Barrow      | 3982                 |
| Northwest Arctic Borough     | 7453                 | Kotzebue    | 3152                 |
| Sitka City and Borough       | 8874                 | Sitka       | 8874                 |
| Yakutat City and Borough     | 689                  | Yakutat     | ---                  |

| Census area                                 | Inwoners 1 juli 2007 |
| ------------------------------------------- | -------------------- |
| Aleutians West Census Area                  | 4824                 |
| Bethel Census Area                          | 17.199               |
| Dillingham Census Area                      | 4996                 |
| Nome Census Area                            | 9315                 |
| Prince of Wales-Outer Ketchikan Census Area | 5544                 |
| Skagway-Hoonah-Angoon Census Area           | 3059                 |
| Southeast Fairbanks Census Area             | 6840                 |
| Valdez-Cordova Census Area                  | 9496                 |
| Wade Hampton Census Area                    | 7623                 |
| Wrangell-Petersburg Census Area             | 6009                 |
| Yukon-Koyukuk Census Area                   | 5838                 |

Alabama · Alaska · Arizona · Arkansas · Californië · Colorado · Connecticut · Delaware · Florida · Georgia · Hawaï · Idaho · Illinois · Indiana · Iowa · Kansas · Kentucky · Louisiana · Maine · Maryland · Massachusetts · Michigan · Minnesota · Mississippi · Missouri · Montana · Nebraska · Nevada · New Hampshire · New Jersey · New Mexico · New York · North Carolina · North Dakota · Ohio · Oklahoma · Oregon · Pennsylvania · Rhode Island · South Carolina · South Dakota · Tennessee · Texas · Utah · Vermont · Virginia · Washington · West Virginia · Wisconsin · Wyoming